# Керер, Рудольф Рихардович
Рудольф Рихардович Керер (1923—2013) — выдающийся советский, российский и немецкий пианист, педагог. Народный артист РСФСР (1983).

## Биография
Из семьи потомственных музыкантов. Отец и дед Рудольфа Керера были музыкальными мастерами. Отец будущего пианиста имел свою мастерскую в центре города; после её конфискации советской властью работал настройщиком фортепиано в Тбилисской консерватории, общался со многими музыкантами, умел играть на фортепиано и немного на скрипке.
Рудольф начал занятия на фортепиано с шести лет у Э. К. Краузе. К 12-летнему возрасту знал основной фортепианный репертуар, бывал на концертах многих музыкантов (в том числе М. В. Юдиной, Э. Петри). С 1935 года обучался в «группе одарённых детей» при консерватории у А. И. Тулашвили, с 1938 до 1941 г. — у неё же в консерватории. По рекомендации Тулашвили собирался переводиться в Московскую консерваторию в класс Г. Нейгауза, однако репрессии, постигшие семью, помешали этому.
Осенью 1941 г. немецкая семья Кереров была выслана в Среднюю Азию, безвыездно жила в местечке Славянка (Казахстан). После войны семья смогла переехать в Пахта-Арал, крупный совхоз с клубом, где Рудольф играл для детей на аккордеоне. В 1949 г. поступил на заочное физико-математическое отделение Чимкентского педагогического института. В 1952 году окончил институт с отличием и получил диплом учителя математики и физики школы-семилетки. До 1954 г. преподавал математику в старших классах средней школы. С 1952 года возобновил занятия на рояле.
В 1954 году поступил на 3-й курс Ташкентской консерватории в класс З. Ш. Тамаркиной, также занимался с её мужем В. И. Слонимом. Окончив консерваторию в 1957 году с отличием, остался в ней преподавать. Значительным событием в пианистической жизни Керера стало знакомство с выдающийся пианисткой Марией Израилевной Гринберг, частными учениками которой на протяжении десятилетий были Тамаркина и Слоним. Именно с Гринберг был пройден тщательно весь репертуар предстоящего конкурса в Москве. Многие годы Керер продолжал занятия-консультации у Марии Гринберг.
В 1961 году завоевал 1-ю премию на Всесоюзном конкурсе музыкантов-исполнителей в Москве (куда был допущен в порядке исключения из-за возраста — 37 лет) и стал солистом Московской филармонии. Гастролировал в СССР, Германии (ГДР), Польше, ЧССР, Японии. Принимал участие в фестивалях, в том числе, «Московские звезды».
В 1961 году был приглашён на преподавательскую работу в Московскую консерваторию. Среди учеников — лауреат международного конкурса А. Морейра-Лима (Бразилия), Х. Л. Пратс (Куба) Б. Штайнерова (Чехословакия), И. Плотникова, С. Тихонов. Снялся в телефильме «Аппассионата» в роли И. А. Добровейна.
В 1977 г. удостоен Премии Роберта Шумана (ГДР).
В 1990 г. получил приглашение из Австрии на участие в жюри конкурса, а затем — на работу в Венской консерватории, где преподавал в течение 8 лет. В 1998 г. по приглашению своих венских студентов переехал в Цюрих.
Последние концерты дал в сезон 2006/2007 г. В 2010 г. переехал в Берлин, где жила семья его старшего сына. Скончался 29 октября 2013 г. Урна с прахом захоронена в колумбарии на Третьем Шёнебергском кладбище.